# Angela Browning
Angela Frances Browning, baronessa Browning, nata Pearson (Reading, 4 dicembre 1946), è una politica britannica.

## Biografia
Angela Frances Pearson nasce a Reading, nella contea del Berkshire, il 4 dicembre 1946. Frequenta prima l'Università di West London e poi l'Università di Bournemouth.

### Carriera politica
Angela Browning entra in politica in occasione delle elezioni generali del 1987, dove si candida con il Partito Conservatore per il collegio di Crewe and Nantwich. Qui viene però battuta dalla laburista Gwyneth Dunwoody. Alle elezioni del 1992 si candida invece per il collegio di Tiverton, poi successivamente divenuto Tiverton and Honiton. Vince il seggio, sostituendo il politico Robin Maxwell-Hyslop dopo 32 anni in Parlamento.
Dopo la sua nomina a parlamentare diventa membro del comitato ristretto per l'agricoltura. Nel 1993 diviene invece segretaria privata parlamentare di Michael Forsyth, allora ministro di Stato presso il dipartimento per l'istruzione.
Nel 1994 entra all'interno del governo guidato da John Major, divenendo sottosegretaria di Stato parlamentare presso il ministero dell'agricoltura, della pesca e dell'alimentazione.
Nelle elezioni del 1997 si candida sempre per Tiverton and Honiton, dove vince il seggio. Nel 1999 entra a far parte del governo ombra di William Hague come segretaria di Stato per il commercio e l'industria, mentre nel 2000 diventa leader della Camera dei comuni, sempre all'interno del governo ombra. Contemporaneamente è anche cancelliere ombra del Ducato di Lancaster e segretaria di Stato ombra per il Galles.
Dopo le elezioni generali del 2001 diviene portavoce dell'opposizione per gli affari costituzionali, rimanendo per breve tempo, prima di diventare vicepresidente del Partito Conservatore.
Nel 2005 viene nuovamente eletta al seggio di Tiverton and Honiton, col 47,86% dei voti. L'anno seguente comunica pubblicamente la sua intenzione non ricandidarsi alle elezioni generali del 2010.
Il 9 luglio 2010 viene annunciata la sua nomina a pari a vita e, dal 13 luglio seguente fa parte della Camera dei lord. Assume quindi il titolo di baronessa Browning.
Nel maggio 2011 Angela Browning sostituisce James Brokenshire come ministra di Stato per la prevenzione della criminalità e la riduzione dei comportamenti antisociali nel governo di David Cameron. Rimane fino al settembre dello stesso anno, dimettendosi per motivi di salute.

## Vita privata
È sposata dal 1968 con David Browning, dal quale ha assunto il cognome. Insieme hanno due figli.